# Ваккер (Інсбрук)
ФК «Вакер» Інсбрук (нім. Fußballclub Wacker Innsbruck) — австрійський футбольний клуб з Інсбрука, що виступає в австрійській бундеслізі. Заснований 21 червня 2002 року. Є наступником клубів «Ваккер», «Сваровскі-Тіроль» та «Тіроль».